# Almodóvar del Río
Almodóvar del Río – gmina w Hiszpanii, w prowincji Kordoba, w Andaluzji, o powierzchni 172,53 km². W 2011 roku gmina liczyła 8000 mieszkańców.